# 박명근
박명근(朴命根, 1928년 9월 7일~2004년 12월 9일)은 경제 관료 출신의 대한민국 정치인이다. 제8,9,10,14대 국회의원을 지냈다.

## 약력
- 대한민국 육군 대위 예편
- 서울대학교 정치학과 학사
- 심계원 검사관
- 재무부 국고국 사무관
- 경제기획원 예산국 과장
- 대통령 비서관 (농림, 건설)
- 국회 원내 부총무(민주공화당)
- 민주공화당 정책위 부의장
- 국회 예결위원장
- 대한투자신탁(주) 사장
- 민주자유당 당무위원
- 신한국당 경기도 지부 위원장

## 역대 선거 결과
|  | 55.79% |

|  | 47.93% |

|  | 42.38% |

|  | 47.34% |

|  | 32.76% |